# نبهان (العدين)

تعديل مصدري - تعديل

نبهان محلة تابعة لقرية الصباحي، التابعة لعزلة بني زهير بمديرية العدين إحدى مديريات محافظة إب في الجمهورية اليمنية، بلغ تعداد سكانها 122 حسب تعداد اليمن لعام 2004.